# La Vall d’en Bas
La Vall d’en Bas – gmina w Hiszpanii, w prowincji Girona, w Katalonii, o powierzchni 90,61 km². W 2011 roku gmina liczyła 2931 mieszkańców.